# RARE NOBODY
『RARE NOBODY』（レア・ノーバディ）は、日本のロックバンドであるNOBODYのコンピレーション・アルバム。2024年3月13日にワーナーミュージック・ジャパンのTower to the Peopleレーベルから、タワーレコード限定でリリースされた。

## 構成・制作
NOBODYが別名義で発表した楽曲をはじめ、初音盤化音源や完全未発表のスタジオ音源が収録されたコンピレーション・アルバムで、2011年にリリースされたCD-BOX『NOBODY BOX 〜Early Days〜』の企画段階でレア音源の収録の話はあったものの、サブタイトルにある『Early Days』をコンセプトに発表したため見送ったが、デビュー40周年の企画として発表するにあたりオールタイム・ベストの枠で、取っ散らかっていた楽曲たちをひとまとめにでき、スッキリしたとメンバーの相沢行夫は語っている。

## ディスクジャケット
ディスクジャケットは、イギリスのロックバンドであるビートルズが1964年にリリースされたアルバム『ザ・ビートルズ・セカンド・アルバム』のパロディとなっている。

## リリース
2024年3月13日にワーナーミュージック・ジャパンのTower to the Peopleレーベルから、リマスタリングと一部楽曲にリミックスが施されたうえで、タワーレコード限定リリースされた。

## 収録曲
| 全作詞・作曲・編曲: NOBODY（#8,#9は作曲のみ）。 |                                                         |                            |                            |                                                                                                  |      |
| #                                               | タイトル                                                | 作詞                       | 作曲・編曲                 | 収録作品                                                                                         | 時間 |
| 1.                                              | 「ANOTHER PLACE (2024 REMIX)」                          | NOBODY （#8,#9は作曲のみ） | NOBODY （#8,#9は作曲のみ） | ベスト・アルバム『TRAX 〜BEST SELECTIONS』（1991年）                                             | 3:34 |
| 2.                                              | 「RED SHOES (2024 REMIX)」                              | NOBODY （#8,#9は作曲のみ） | NOBODY （#8,#9は作曲のみ） | ベスト・アルバム『NOBODY 1982〜1994 GIFT』（1996年）                                             | 3:06 |
| 3.                                              | 「A HARD LUCK NIGHT (2024 REMIX)」                      | NOBODY （#8,#9は作曲のみ） | NOBODY （#8,#9は作曲のみ） | ベスト・アルバム『NOBODY 1982〜1994 GIFT』（1996年）                                             | 3:13 |
| 4.                                              | 「DREAM 〜夢の中で」                                    | NOBODY （#8,#9は作曲のみ） | NOBODY （#8,#9は作曲のみ） | シングル「DREAM 〜夢の中で」（1996年）                                                           | 3:51 |
| 5.                                              | 「YOU GOT TO WIN」                                      | NOBODY （#8,#9は作曲のみ） | NOBODY （#8,#9は作曲のみ） | シングル「DREAM 〜夢の中で」（1996年）                                                           | 2:39 |
| 6.                                              | 「THE SKY SO BLUE」                                     | NOBODY （#8,#9は作曲のみ） | NOBODY （#8,#9は作曲のみ） | スプリット・シングル「Walking」（1995年）                                                        | 2:35 |
| 7.                                              | 「READY FOR BREAK」                                     | NOBODY （#8,#9は作曲のみ） | NOBODY （#8,#9は作曲のみ） | コンピレーション・アルバム『Guitar Tripper G.T.ホーキンスCMサウンド・トラック集Vol.1』（1996年） | 2:34 |
| 8.                                              | 「SECRET AGENT GIRL」                                   | NOBODY （#8,#9は作曲のみ） | NOBODY （#8,#9は作曲のみ） | 未発表曲                                                                                         | 2:24 |
| 9.                                              | 「SONG BIRDS」                                          | NOBODY （#8,#9は作曲のみ） | NOBODY （#8,#9は作曲のみ） | 未発表曲                                                                                         | 1:34 |
| 10.                                             | 「涙のメイベリーン」(NO NO BOYS)                        | NOBODY （#8,#9は作曲のみ） | NOBODY （#8,#9は作曲のみ） | シングル「涙のメイベリーン」（1995年）                                                           | 4:03 |
| 11.                                             | 「ダーリン ダーリン (1995 Remake Version)」(NO NO BOYS) | NOBODY （#8,#9は作曲のみ） | NOBODY （#8,#9は作曲のみ） | シングル「涙のメイベリーン」（1995年）                                                           | 4:29 |
| 12.                                             | 「SILENT NIGHT」(NO NO BOYS)                            | NOBODY （#8,#9は作曲のみ） | NOBODY （#8,#9は作曲のみ） | シングル「SILENT NIGHT」（1995年）                                                               | 3:53 |
| 13.                                             | 「Snowfall」(NO NO BOYS)                                | NOBODY （#8,#9は作曲のみ） | NOBODY （#8,#9は作曲のみ） | シングル「SILENT NIGHT」（1995年）                                                               | 2:40 |
| 合計時間:                                       | 合計時間:                                               | 合計時間:                  | 40:35                      |                                                                                                  |      |

| #         | タイトル                                                     | 作詞             | 作曲             | 編曲       | 収録作品                                                           | 時間  |
| --------- | ------------------------------------------------------------ | ---------------- | ---------------- | ---------- | ------------------------------------------------------------------ | ----- |
| 1.        | 「〜Theme of Pink Crows〜 HERE COME PINK CROWS」(Pink Crows) | Lindon           | Rupo JoJo        | Pink Crows | シングル「〜Theme of Pink Crows〜 HERE COME PINK CROWS」（1985年） | 3:37  |
| 2.        | 「I Need You」(Pink Crows)                                   | Lindon           | Rupo JoJo        | Pink Crows | シングル「〜Theme of Pink Crows〜 HERE COME PINK CROWS」（1985年） | 3:21  |
| 3.        | 「彼女は Pinkish」(Pink Crows)                               | Lindon           | Rupo JoJo        | Pink Crows | シングル「彼女はPinkish」（1985年）                                | 3:50  |
| 4.        | 「Pink Crows Show」(Pink Crows)                              | Lindon           | Rupo JoJo        | Pink Crows | シングル「彼女はPinkish」（1985年）                                | 4:07  |
| 5.        | 「P.O. Box '87」(Pink Crows)                                 | Lindon           | Rupo JoJo        | Pink Crows | シングル「いきなりWant You!」（1985年）                            | 4:07  |
| 6.        | 「ジニーに Love Again」(Pink Crows)                          | Lindon           | Rupo JoJo        | Pink Crows | 未発表曲                                                           | 3:56  |
| 7.        | 「GOOD OLD ROCK'N'ROLL MEDLEY」                              |                  |                  | NOBODY     | 未発表曲                                                           | 7:37  |
| 8.        | 「YOU CAN'T DO THAT」                                        | Lennon/McCartney | Lennon/McCartney | NOBODY     | ビートルズのトリビュート・アルバム『抱きしめたい』                 | 3:24  |
| 9.        | 「Mon Chat」(THE VOX TONES)                                  | NOBODY           | NOBODY           | NOBODY     | コンピレーション・アルバム『It's Kitchen』（1999年）               | 2:49  |
| 10.       | 「Don't Ask Me」(THE VOX TONES)                              | NOBODY           | NOBODY           | NOBODY     | コンピレーション・アルバム『It's Kitchen』（1999年）               | 3:10  |
| 11.       | 「Set Me Free」(THE PINEAPPLES)                              | NOBODY           | NOBODY           | NOBODY     | コンピレーション・アルバム『It's Kitchen』（1999年）               | 3:16  |
| 12.       | 「In A Fog」(THE PINEAPPLES)                                 | NOBODY           | NOBODY           | NOBODY     | コンピレーション・アルバム『It's Kitchen』（1999年）               | 3:29  |
| 13.       | 「モニカ」(リード・ヴォーカル: 木原敏雄)                     | 三浦徳子         | NOBODY           | NOBODY     | 未発表ヴァージョン                                                 | 4:15  |
| 14.       | 「六本木心中」(リード・ヴォーカル: 相沢行夫)                 | 湯川れい子       | NOBODY           | NOBODY     | 未発表ヴァージョン                                                 | 4:15  |
| 合計時間: | 合計時間:                                                    | 合計時間:        | 合計時間:        | 合計時間:  | 合計時間:                                                          | 55:13 |

## 楽曲解説

### Disc-1
1. ANOTHER PLACE (2024 REMIX)
  - 1991年にリリースされたベスト・アルバム『TRAX 〜BEST SELECTIONS』[4]に収録されている楽曲のリミックス・ヴァージョン。
2. RED SHOES (2024 REMIX)
  - 1996年にリリースされたベスト・アルバム『NOBODY 1982〜1994 GIFT』[5]に収録されている楽曲のリミックス・ヴァージョン。
3. A HARD LUCK NIGHT (2024 REMIX)
  - 1996年にリリースされたベスト・アルバム『NOBODY 1982〜1994 GIFT』[5]に収録されている楽曲のリミックス・ヴァージョン。
4. DREAM 〜夢の中で
  - 1996年にリリースされたシングルで[6]、日本テレビ系『WIN』のエンディングテーマとして使用された[12]。
  - NOBODYを起用した経緯として、メンバーの知り合いで、番組のMCとして出演していた小倉淳（当時・日本テレビのアナウンサー）の依頼で制作したという[2]。
5. YOU GOT TO WIN
  - 1996年にリリースされたシングル「DREAM 〜夢の中で」のカップリング曲で[6]、日本テレビ系『WIN』のオープニングテーマとして使用された。
6. THE SKY SO BLUE
  - 1995年にAD-BIRDS名義でリリースされたスプリット・シングル「Walking」のカップリング曲で[7]、'95 G.T.ホーキンス トレッキング・ブーツのCMソングとして使用された[13]。
7. READY FOR BREAK
  - 1995年にAD-BIRDS名義でリリースされたコンピレーション・アルバム『Guitar Tripper G.T.ホーキンスCMサウンド・トラック集Vol.1』[8]に収録されている楽曲で、G.T.ホーキンスのCMソングとして使用された。
8. SECRET AGENT GIRL
  - 1997年頃にレコーディングされた未発表曲で、アメリカのロックバンドであるザ・ベンチャーズを意識した楽曲。
9. SONG BIRDS
  - 1997年頃にレコーディングされた未発表曲で、アメリカのギタリストであるチェット・アトキンスの「ヤケティ・アックス」を意識した楽曲。
10. 涙のメイベリーン
  - 1995年にNO NO BOYS名義でリリースされたシングルで[9]、1982年にリリースされた「リバプールより愛をこめて」のセルフカバーだが、歌詞は一部異なっている。
  - 相沢は別名義になった経緯に関して、当時の記憶が薄いとしたうえで「レコード会社がなかなか売れないNOBODYを、苦肉の策で『とりあえず別名義でやってみるか』という感じだったかな」と語っている[2]。
11. ダーリン ダーリン (1995 Remake Version)
  - 1995年にNO NO BOYS名義でリリースされたシングル「涙のメイベリーン」のカップリング曲で[9]、1984年にリリースされたアルバム『NIGHT WALKER』に収録されている「DARLIN' DARLIN'」のセルフカバー。
12. SILENT NIGHT
  - 1995年にNO NO BOYS名義でリリースされたシングルで[10]、1984年にリリースされたアルバム『NIGHT WALKER』に収録されている「SILENT NIGHT」のセルフカバー。
13. Snowfall
  - 1995年にNO NO BOYS名義でリリースされたシングル「SILENT NIGHT」のカップリング曲で[10]、唯一のオリジナル楽曲となっている。

### Disc-2
1. 〜Theme of Pink Crows〜 HERE COME PINK CROWS
  - NOBODYがサウンドプロデュースを担当し、アニメ雑誌『月刊ニュータイプ』のメディアミックスの一環として結成された覆面バンドピンク・クロウズのデビューシングル。
2. I Need You
  - ピンク・クロウズのデビューシングル「〜Theme of Pink Crows〜 HERE COME PINK CROWS」のカップリング曲。
3. 彼女は Pinkish
  - ピンク・クロウズの2ndシングル。
4. Pink Crows Show
  - ピンク・クロウズの2ndシングル「彼女はPinkish」のカップリング曲。
5. P.O. Box '87
  - ピンク・クロウズの3rdシングル「いきなりWant You!」のカップリング曲[注釈 2]。
6. ジニーに Love Again
  - ピンク・クロウズの未発表曲。
7. GOOD OLD ROCK'N'ROLL MEDLEY
  - 未発表のメドレーで、DJはティム・ジェンセンが担当した。楽曲は以下の通り。
    - 「GOOD OLD ROCK'N'ROLL (Part1)」 : アメリカの音楽グループであるキャットマザー&ザ・オールナイト・ニュースボーイズ（英語版）が、1969年にリリースされたアルバム『ザ・ストリート・ギヴス…アンド・ザ・ストリート・テイクス・アウェイ』に収録されている楽曲。
    - 「GOIN' HOME」 : アルバム『NOBODY』
    - 「MAD DREAMER」 : アルバム『NOBODY』
    - 「GOOD OLD ROCK'N'ROLL (Part2)」
    - 「CAN'T YOU SEE THAT SHE'S MINE」 : イギリスのビート・グループであるデイヴ・クラーク・ファイヴが、1969年に発表した楽曲。
    - 「YOU'RE NO GOOD」 : アメリカのシンガーソングライターであるクリント・バラード・ジュニア（英語版）が、1963年に発表した楽曲。
    - 「I GO TO PIECES」 : イギリスの音楽デュオであるピーター&ゴードンが、1964年に発表した楽曲。
8. YOU CAN'T DO THAT
  - イギリスのロックバンドであるビートルズが1964年に発表した楽曲のカバーで、1988年にリリースされたトリビュート・アルバム『抱きしめたい』[11]に収録されている。
9. Mon Chat
  - NOBODYがプロデュースを担当し、相沢行夫がTHE VOX TONES名義で発表した楽曲で[14]、1999年にリリースされたコンピレーション・アルバム『It's Kitchen』に収録されている。
  - 東宝映画『もういちど逢いたくて -星月童話-』挿入歌
  - ハウス食品『スープカレー』CMソング
10. Don't Ask Me
  - 「Mon Chat」同様、相沢行夫がTHE VOX TONES名義で発表した楽曲で[14]、1999年にリリースされたコンピレーション・アルバム『It's Kitchen』に収録されている。
11. Set Me Free
  - 木原敏雄がTHE PINEAPPLES名義で発表した楽曲で[14]、1999年にリリースされたコンピレーション・アルバム『It's Kitchen』に収録されている。
12. In A Fog
  - 「Set Me Free」同様、木原敏雄がTHE PINEAPPLES名義で発表した楽曲で[14]、1999年にリリースされたコンピレーション・アルバム『It's Kitchen』に収録されている。
13. モニカ
  - 1993年頃にレコーディングされた未発表曲。吉川晃司へ提供した楽曲のセルフカバーで、リード・ヴォーカルは木原敏雄が担当した。
  - VHSに変換して録音ができるADATを利用してレコーディングされた。
14. 六本木心中
  - 1993年頃にレコーディングされた未発表曲。アン・ルイスへ提供した楽曲のセルフカバーで、リード・ヴォーカルは相沢行夫が担当した。
  - 「モニカ」同様、ADATを利用してレコーディングされた。

## 発売形態
| 形態 | 発売日        | 規格品番 | 発売元                                                                        | 備考 |
| ---- | ------------- | -------- | ----------------------------------------------------------------------------- | --- |
| CD   | 2024年3月13日 | WQCQ-907 | - ワーナーミュージック・ジャパン/Tower to the People - 販売元：タワーレコード | - 【初出】 - CD2枚組 - タワーレコード限定発売。 - 2024年リマスタリング・「ANOTHER PLACE」「RED SHOES」「A HARD LUCK NIGHT」のみリミックス音源。 |